# شركة الطائرات المروحية
شركة الطائرات المروحية تعد أول شركة محلية مشغلة للطائرات المروحية التجارية على مستوى السعودية وهي مملوكة لصندوق الاستثمارات العامة السعودي، برأس مال أولي قدره 565 مليون ريال سعودي.

## خدمات الشركة
- النقل الجوي الخاص داخل المدن السعودية الكبرى.
- توفير وصول آمن إلى الوجهات السياحية البعيدة مع تقديم تجربة نقل جويّ عالية الجودة وذات معايير عالمية.

## الطائرات
| اسم المروحية   | المحرك | التصميم الداخلي              | سعة الركاب | عدد الأسطول |
| -------------- | ------ | ---------------------------- | ---------- | ----------- |
| ليوناردو AW139 | مزدوج  | خدمات طبية طارئة, فاخر, عملي | 14-6 شخص   | 23          |
| ايرباص H125    | واحد   | عملي                         | 5 أشخاص    | 12          |
| ايرباص H145    | مزدوج  | خدمات طبية طارئة, عملي       | 8-6 أشخاص  | 13          |
| ايرباص H160    | مزدوج  | فاخر                         | 8-6 أشخاص  | 1           |

## روابط خارجية
- شركة الطائرات المروحية- الموقع الرسمي.